# Nederländernas Grand Prix 2022
Nederländernas Grand Prix 2022, officiellt Formula 1 Heineken Dutch Grand Prix 2022, var ett Formel 1-lopp som kördes den 4 september 2022 på Circuit Zandvoort i Nederländerna. Loppet var det femtonde loppet ingående i Formel 1-säsongen 2022 och kördes över 72 varv.

## Bakgrund
Loppet med tillhörande träningar och kval körs under helgen 2-4 september. Det är det 15:e loppet av 22 i Formel 1-VM 2022.

### Ändringar på banan
Banans andra DRS-zon har förlängts, och startar numera 40 meter efter kurva 13. Mätpunkten flyttades därmed 20 meter bakåt efter kurva 12.

### Deltagare
Samma förare och team som anmäldes för säsongen kommer att köra loppet. Inga andra testförare kommer att delta.

### Däckval
Däckleverantören Pirelli har tilldelat C1-, C2- och C3-däckföreningarna som ska användas i loppet.

## Ställning i mästerskapet före loppet
| Pos. | Förare            | Poäng |
| ---- | ----------------- | ----- |
| 1 ▬  | Max Verstappen    | 284   |
| 2 ▬  | Sergio Pérez      | 191   |
| 3 ▬  | Charles Leclerc   | 186   |
| 4 ▬  | Carlos Sainz, Jr. | 171   |
| 5 ▬  | George Russell    | 170   |

| Pos. | Konstruktör      | Poäng |
| ---- | ---------------- | ----- |
| 1 ▬  | Red Bull         | 475   |
| 2 ▬  | Ferrari          | 357   |
| 3 ▬  | Mercedes         | 316   |
| 4 ▬  | Alpine-Renault   | 115   |
| 5 ▬  | McLaren-Mercedes | 95    |

- Notering: Endast de fem bästa placeringarna i vardera mästerskap finns med på listorna.

## Kvalet
Kvalet startade klockan 15:00 lokal tid den 3 september 2022.
| Pos.                    | Nr. | Förare           | Konstruktör           | Kvaltider | Kvaltider | Kvaltider | Start- grid |
| Pos.                    | Nr. | Förare           | Konstruktör           | Q1        | Q2        | Q3        | Start- grid |
| ----------------------- | --- | ---------------- | --------------------- | --------- | --------- | --------- | ----------- |
| 1                       | 1   | Max Verstappen   | Red Bull Racing-RBPT  | 1:11.317  | 1:10.927  | 1:10.342  | 1           |
| 2                       | 16  | Charles Leclerc  | Ferrari               | 1:11.443  | 1:10.988  | 1:10.363  | 2           |
| 3                       | 55  | Carlos Sainz Jr. | Ferrari               | 1:11.767  | 1:10.814  | 1:10.434  | 3           |
| 4                       | 44  | Lewis Hamilton   | Mercedes              | 1:11.331  | 1:11.075  | 1:10.648  | 4           |
| 5                       | 11  | Sergio Pérez     | Red Bull Racing-RBPT  | 1:11.641  | 1:11.314  | 1:11.077  | 5           |
| 6                       | 63  | George Russell   | Mercedes              | 1:11.561  | 1:10.824  | 1:11.147  | 6           |
| 7                       | 4   | Lando Norris     | McLaren-Mercedes      | 1:11.556  | 1:11.116  | 1:11.174  | 7           |
| 8                       | 47  | Mick Schumacher  | Haas-Ferrari          | 1:11.741  | 1:11.420  | 1:11.442  | 8           |
| 9                       | 22  | Yuki Tsunoda     | AlphaTauri-RBPT       | 1:11.427  | 1:11.428  | 1:12.556  | 9           |
| 10                      | 18  | Lance Stroll     | Aston Martin-Mercedes | 1:11.568  | 1:11.416  | No time   | 10          |
| 11                      | 10  | Pierre Gasly     | AlphaTauri-RBPT       | 1:11.705  | 1:11.512  | N/A       | 11          |
| 12                      | 31  | Esteban Ocon     | Alpine-Renault        | 1:11.748  | 1:11.605  | N/A       | 12          |
| 13                      | 14  | Fernando Alonso  | Alpine-Renault        | 1:11.667  | 1:11.613  | N/A       | 13          |
| 14                      | 24  | Zhou Guanyu      | Alfa Romeo-Ferrari    | 1:11.826  | 1:11.704  | N/A       | 14          |
| 15                      | 23  | Alexander Albon  | Williams-Mercedes     | 1:11.695  | 1:11.802  | N/A       | 15          |
| 16                      | 77  | Valtteri Bottas  | Alfa Romeo-Ferrari    | 1:11.961  | N/A       | N/A       | 16          |
| 17                      | 3   | Daniel Ricciardo | McLaren-Mercedes      | 1:12.081  | N/A       | N/A       | 17          |
| 18                      | 20  | Kevin Magnussen  | Haas-Ferrari          | 1:12.319  | N/A       | N/A       | 18          |
| 19                      | 5   | Sebastian Vettel | Aston Martin-Mercedes | 1:12.391  | N/A       | N/A       | 19          |
| 20                      | 6   | Nicholas Latifi  | Williams-Mercedes     | 1:13.353  | N/A       | N/A       | 20          |
| 107 %-gränsen: 1:16.309 |     |                  |                       |           |           |           |             |
| Källa:                  |     |                  |                       |           |           |           |             |

## Loppet
Loppet startade klockan 15:00 lokal tid den 4 september 2022 och kördes över 72 varv.
| Pos.                                                                         | Nr. | Förare           | Konstruktör           | Varv | Tid/Bröt     | Grid | Poäng |
| ---------------------------------------------------------------------------- | --- | ---------------- | --------------------- | ---- | ------------ | ---- | ----- |
| 1                                                                            | 1   | Max Verstappen   | Red Bull Racing-RBPT  | 72   | 1:36:42.773  | 1    | 261   |
| 2                                                                            | 63  | George Russell   | Mercedes              | 72   | +4.071       | 6    | 18    |
| 3                                                                            | 16  | Charles Leclerc  | Ferrari               | 72   | +10.929      | 2    | 15    |
| 4                                                                            | 44  | Lewis Hamilton   | Mercedes              | 72   | +13.016      | 4    | 12    |
| 5                                                                            | 11  | Sergio Pérez     | Red Bull Racing-RBPT  | 72   | +18.168      | 5    | 10    |
| 6                                                                            | 14  | Fernando Alonso  | Alpine-Renault        | 72   | +18.754      | 13   | 8     |
| 7                                                                            | 4   | Lando Norris     | McLaren-Mercedes      | 72   | +19.306      | 7    | 6     |
| 8                                                                            | 55  | Carlos Sainz Jr. | Ferrari               | 72   | +20.9162     | 3    | 4     |
| 9                                                                            | 31  | Esteban Ocon     | Alpine-Renault        | 72   | +21.117      | 12   | 2     |
| 10                                                                           | 18  | Lance Stroll     | Aston Martin-Mercedes | 72   | +22.459      | 10   | 1     |
| 11                                                                           | 10  | Pierre Gasly     | AlphaTauri-RBPT       | 72   | +27.009      | 11   |       |
| 12                                                                           | 23  | Alexander Albon  | Williams-Mercedes     | 72   | +30.390      | 15   |       |
| 13                                                                           | 47  | Mick Schumacher  | Haas-Ferrari          | 72   | +32.995      | 8    |       |
| 14                                                                           | 5   | Sebastian Vettel | Aston Martin-Mercedes | 72   | +36.0073     | 19   |       |
| 15                                                                           | 20  | Kevin Magnussen  | Haas-Ferrari          | 72   | +36.869      | 18   |       |
| 16                                                                           | 24  | Zhou Guanyu      | Alfa Romeo-Ferrari    | 72   | +37.320      | 14   |       |
| 17                                                                           | 3   | Daniel Ricciardo | McLaren-Mercedes      | 72   | +37.764      | 17   |       |
| 18                                                                           | 6   | Nicholas Latifi  | Williams-Mercedes     | 71   | +1 lap       | 20   |       |
| Ret                                                                          | 77  | Valtteri Bottas  | Alfa Romeo-Ferrari    | 53   | Engine       | 16   |       |
| Ret                                                                          | 22  | Yuki Tsunoda     | AlphaTauri-RBPT       | 43   | Differential | 9    |       |
| Snabbaste varvet: Max Verstappen (Red Bull Racing-RBPT) – 1:13.652 (varv 62) |     |                  |                       |      |              |      |       |
| Källor:                                                                      |     |                  |                       |      |              |      |       |

Notes
- ^1  – Inkluderar en extra poäng för snabbaste varv.[9]
- ^2  – Carlos Sainz Jr. slutade på femte plats i loppet, men fick en femsekunders bestraffning för unsafe release i depån.[8]
- ^3  – Sebastian Vettel slutade på trettonde plats i loppet, men fick en femsekunders bestraffning för att ha ignorerat blåflagg.[8]

## Ställning i mästerskapet efter loppet
| Pos.  | Förare            | Poäng |
| ----- | ----------------- | ----- |
| 1 ▬   | Max Verstappen    | 310   |
| 2 ▲ 1 | Charles Leclerc   | 201   |
| 3 ▼ 1 | Sergio Pérez      | 201   |
| 4 ▲ 1 | George Russell    | 188   |
| 5 ▼ 1 | Carlos Sainz, Jr. | 175   |

| Pos. | Konstruktör      | Poäng |
| ---- | ---------------- | ----- |
| 1 ▬  | Red Bull         | 511   |
| 2 ▬  | Ferrari          | 376   |
| 3 ▬  | Mercedes         | 346   |
| 4 ▬  | Alpine-Renault   | 125   |
| 5 ▬  | McLaren-Mercedes | 101   |

- Notering: Endast de fem bästa placeringarna i vardera mästerskap finns med på listorna.